# 1123
Năm 1123 là một năm trong lịch Julius.